# Casa de les Altures
La Casa de les Altures (en français, littéralement Maison des Hauteurs) est un bâtiment de style néo-mudéjar construit en 1890 par commande du directeur général des Eaux de Barcelone. Elle s'appelle Maison des Hauteurs car à proximité se trouvaient les moteurs d'élévation d'eau vers les avoirs situés sur la Colline de la Rovira (Barcelone). En 1991 l'édifice a été réhabilité comme siège du district d'Horta-Guinardó. C'est une œuvre protégée comme Bien Culturel d'Intérêt Local.

## Source de traduction
- (ca) Cet article est partiellement ou en totalité issu de l’article de Wikipédia en catalan intitulé « Casa de les Altures » (voir la liste des auteurs).